# Raspail metróállomás
A Raspail egy metróállomás Franciaországban, Párizsban a párizsi metró 4-es  és 6-os metróvonalán. Tulajdonosa és üzemeltetője a RATP.

## Metróvonalak
Az állomást az alábbi metróvonalak érintik:
- 4-es metróvonal
- 6-os metróvonal

## Kapcsolódó állomások
A metróállomáshoz az alábbi állomások vannak a legközelebb:
- Vavin (Porte de Clignancourt, 4-es metróvonal)
- Denfert-Rochereau (Bagneux–Lucie Aubrac metróállomás, 4-es metróvonal)
- Edgar Quinet (Charles de Gaulle - Étoile, 6-os metróvonal)
- Denfert-Rochereau (Nation, 6-os metróvonal)